# Herbert Brenon
Herbert Brenon (13. januar 1880 – 21. juni 1958) var en amerikansk filminstruktør, der var aktiv under stumfilmæraen og frem til 1930'erne. Han blev født i Dublin, Irland. Før han blev instruktør, opførte han vaudeviller sammen med sin kone Helen Oberg. 
Nogle af hans mest nævneværdige film var den første filmatisering af Peter Pan (1924) og Beau Gests (1926), Sorrell and Son (1927), Laugh, clown, laugh (1928) og The flying squad hans sidste fra 1940.

## Priser og nomeneringer
Oscar:
- Bedste instruktør (Sorrell and Son, nomineret)

Photoplay Award:
- Medal of honor (Beau Geste, vinder)

## Partial filmography
- All of Her (1912)
- Dr. Jekyll and Mr. Hyde (1913)
- Ivanhoe (1913)
- Kathleen Mavourneen (1913)
- Absinthe (1914)
- Neptune's Daughter (1914)
- The Kreutzer Sonata (1915)
- The Heart of Maryland (1915)
- The Clemenceau Case (1915)
- The Two Orphans (1915)
- Sin (1915)
- The Soul of Broadway (1915)
- A Daughter of the Gods (1916)
- The Ruling Passion (1916)
- War Brides (1916)
- Whom the Gods Destroy (1916)
- The Fall of the Romanoffs (1917)
- The Lone Wolf (1917)
- Empty Pockets (1918)
- Victory and Peace (1918)
- The Passing of the Third Floor Back (1918)
- 12.10 (1919)
- Beatrice (1919)
- The Mysterious Princess (1920)
- The Passion Flower (1921)
- The Stronger Passion (1921)
- Little Sister (1921)
- The Wonderful Thing (1921)
- Moonshine Valley (1922)
- Shackles of Gold (1922)
- A Stage Romance (1922)
- The Custard Cup (1923)
- The Spanish Dancer (1923)
- The Breaking Point (1924)
- Shadows of Paris (1924)
- The Alaskan (1924)
- Peter Pan (1924)
- The Side Show of Life (1924)
- The Street of Forgotten Men (1925)
- The Little French Girl (1925)
- A Kiss for Cinderella (1925)
- The Song and Dance Man (1926)
- God Gave Me Twenty Cents (1926)
- Dancing Mothers (1926)
- The Great Gatsby (1926)
- Beau Geste (1926)
- The Telephone Girl (1927)
- Sorrell and Son (1927)
- Laugh, Clown, Laugh (1928)
- The Rescue (1929)
- The Case of Sergeant Grischa (1930)
- Lummox (1930)
- Transgression (1931)
- Girl of the Rio (1932)
- Wine, Women and Song (1933)
- Honours Easy (1935)
- Royal Cavalcade (1935)
- Someone at the Door (1936)
- Living Dangerously  (1936)
- The Live Wire (1937)
- The Dominant Sex (1937)
- Spring Handicap (1937)
- Housemaster (1938)
- Yellow Sands (1938)
- Black Eyes (1939)
- The Flying Squad (1940)